# Golu (Tatevane)
Golu (em turco: Göllü)[a] ou Eleguis (em armênio: Եղեգիս; romaniz.: Ełegis)[b] é uma aldeia do distrito de Tatevane, na província de Bitlisse, na Turquia. Sua população é de 628 habitantes segundo o censo de 2022.

## Nome
Originalmente, Golu se chamava Eleguis (Եղեգիս, Ełegis), como registrado em jornais armênios do século XIX. Nos arquivos otomanos, foi registrada como Aquequis (Ahkis) num documento de 1866 e Aquequis (Ahχis) / Eleguis no livro 1915 öncesinde Osmanlı İmparatorluğu'nda Ermeniler de Kevorkian e Paboudjian.

## História
Golu está localizada na margem direita do curso superior do rio Quizane, no sopé do monte Balajur. No século XIX, era o centro do distrito (caza) de Carchecã, do sanjaco de Vã, no vilaiete de Vã. Nos anos 1850, tinha 48 habitantes, e em 1909, cerca de 90. Sua população subsistia da agricultura e pecuária. Tinha uma igreja, em honra à Virgem Maria ou a São Tomás, a depender da fonte, e uma escola chamada Quizaniã, onde crianças de aldeias vizinhas também vinham estudar. Nas cercanias há minas de calcário, restos de edifícios antigos, cemitérios e uma fortaleza. Sua população armênia foi deportada e morta durante o genocídio armênio de 1915.